# Gustav Mayer (sochař)
Gustav Mayer (* 2. ledna 1956 Řezno, Německo) je německý sochař, kreslíř a učitel žijící v Mnichově. V letech 1976–1977 absolvoval stáž na sochařském workshopu v Řezně. V letech 1978–1984 studuje sochařství a umělecké vzdělávání v ateliéru Eduarda Paolozziho a Zachariase na Akademii výtvarných umění v Mnichově. V roce 1984 získává stipendium na roční studium na Akademii umění v Carraře (Accademia di Belle Arti di Carrara). Tvoří figurální sochy ze sádry, kamene a bronzu. Je členem výtvarného spolku NEFOSIN.

## Seznam děl
- Březen. 2002. Náměstí Augustina Němejce, Nepomuk.[5]
- Děti – Dětský anděl. 2001. Náměstí Augustina Němejce, Nepomuk.[6]

## Účast na sympoziích
- Mezinárodní sochařské a řezbářské sympozium, Nepomuk, 2002.[6]
- Mezinárodní sochařské a řezbářské sympozium, Nepomuk, 2002.[5]
- Mezinárodní sochařské sympozium, Nečtiny, 2015.[7]